# 鄭氏玉瓏
鄭氏玉瓏（越南语：／；1612年3月—1706年10月12日），越南鄭阮紛爭時期鄭主鄭柞的正妃。

## 生平
郑氏玉珑，清华永福县槊山社人，郑族王亲后裔。祖父郑永祚为郑松族将，参与扶黎讨莫战争，封太保宣郡公，后进封仪国公。父郑永福封广国公，门庭显赫。郑氏玉珑成年后，嫁给王子郑柞。
但二人以黎神宗次子黎維禬為養子。1671年，養子黎維禬成為後黎朝皇帝，是為黎嘉宗，就於次年尊養母鄭氏為國太母（越南语：／）。
她在1706年去世，諡慈厚（越南语：／），葬於雷陽縣安涇社（今属清化省寿春县）。